# 康寧道公園

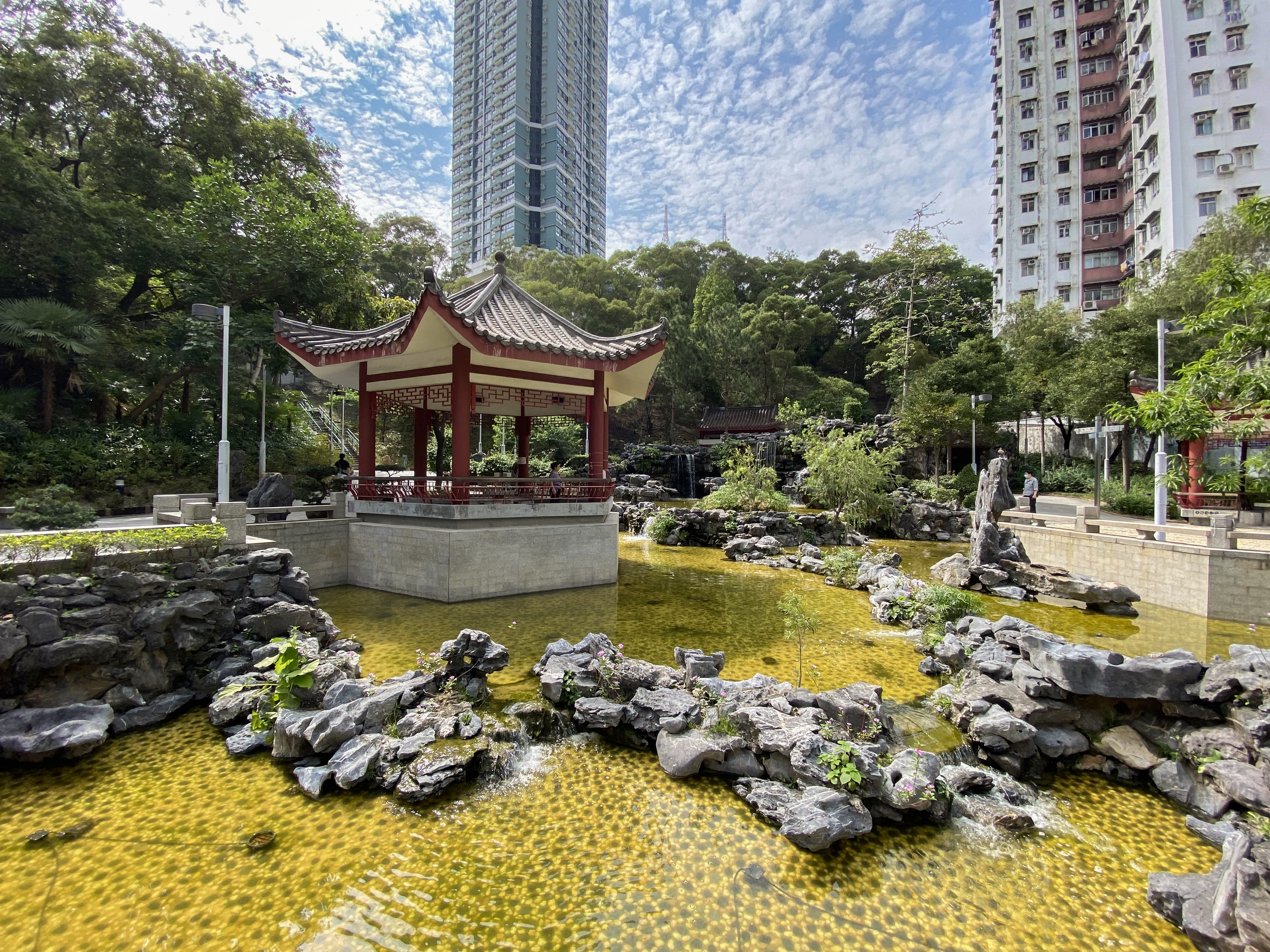
康寧道公園二期採用中國傳統庭園設計

康寧道公園（英語：Hong Ning Road Park）是香港一個公園，位於九龍觀塘康寧道及協和街，分為一期及二期，由康樂及文化事務署管理。公園第一期承建商為利基控股，於1999年3月26日落成、同年啟用。

## 沿革
康寧道公園前身為臨時房屋區，臨屋區拆卸後獲政府重建成一個以中國傳統特色庭園設計的公園。裏面設置了「觀塘昔日圖片廊」，內掛有觀塘歷史相片，展示地區昔日面貌；並在旁貼上簡介、放置展版，介紹觀塘歷史。
2017年，發展局將位於工廠區的駿業街遊樂場改建為觀塘文化公園，原有設施（包括足球場及藍球場）搬到康寧道公園（一期）及旁邊的牛頭角食水配水庫，並興建升降機連接牛頭角食水配水庫及一期公園。
2019年5月，觀塘區議會推展的社區重點項目——崇仁街升降機塔及和行人天橋落成，在遊樂場旁的樓梯以外增設途徑通往觀塘市中心。

## 設施
動態設施：
- 2個草地門球場
- 1條緩跑徑
- 1個足球場
- 1個兒童遊樂場

靜態設施：
- 小型瀑布
- 2個人工湖
- 2條小橋
- 多個中式涼亭

## 外部連結
- 觀塘區議會：康寧道公園
- 康樂及文化事務署：觀塘區公園
- 康寧道公園 （页面存档备份，存于）